# Crinum aurantiacum
Crinum aurantiacum är en amaryllisväxtart som beskrevs av Lehmiller. Crinum aurantiacum ingår i släktet Crinum, och familjen amaryllisväxter. Inga underarter finns listade i Catalogue of Life.